# Єленче
Єленче (словен. Jelenče) — поселення в общині Песниця, Подравський регіон‎, Словенія.